# Модерно изкуство
Модерното изкуство е период в историята на изкуството, който започва с Едуар Мане и импресионизма. Терминът е сравнително неясен и понякога разговорно обозначава всички творби на съвременното изкуство.
От средата на 20 век има засилена дискусия за края на периода и дали съвременните творби все още са модерно изкуство или вече се числят към постмодернизма. В живописта се включват художествени творби до 1970-те години.. Според други източници краят на модернизма е поставен с раждането на поп арта през 1950-те години.

## Начало
Първите крачки в модерното изкуство са направени от импресионистите и под влиянието на Едуар Мане през 1880-те години. Освен че отричат нормите на френската академия на изкуствата – нещо което преди тях са сторили и художниците на реализма – те добавят и съвсем нови елементи в рисуването. Примери за това са използването на чисти бои и рисуването чрез нанасяне на щрихи. Това отричане на класическото изкуство отваря пътя на художници като Пол Сезан, Пол Гоген и Винсент ван Гог и към стилове като кубизма..

## Художествена критика
Характерно за периода на модерното изкуство е и раждането на художествената критика. Изкуството става тема на литературата и критиката често влиза в дискурс с творбата. Бодлер и Зола например пишат критични текстове, подкрепящи модернистичните художници. Гьоте и Матис също пишат за цветовете. Многобройни художници и течения публикуват текстове или манифести, сред тях са дадаизмът, футуризмът и сюреализмът.

## Хронология на художници и течения

### Преди 1914
- Импресионизъм: Клод Моне, Пиер-Огюст Реноар, Алфред Сисле
- Постимпресионизъм: Пол Гоген, Жорж Сьора, Анри дьо Тулуз-Лотрек
- Ар нуво: Густав Климт, Алфонс Муха
- Фовизъм: Андре Дерен, Анри Матис, Морис Вламенк
- Кубизъм: Жорж Брак, Хуан Гри, Фернан Леже, Пабло Пикасо
- Футуризъм: Джакомо Бала, Умберто Бочони, Карло Кара
- Експресионизъм: Ернст Лудвиг Кирхнер, Джеймс Енсор, Оскар Кокошка, Едвард Мунк
- Абстракционизъм: Василий Кандински, Казимир Малевич, Пийт Мондриан

### Между двете световни войни
- Баухаус: Василий Кандински, Паул Клее
- Конструктивизъм: Наум Габо, Ласло Мохоли-Наги
- Дадаизъм: Жан Арп, Марсел Дюшан, Макс Ернст, Франсис Пикабия, Курт Швитерс
- Експресионизъм: Жорж Жимел
- Сюреализъм: Салвадор Дали, Макс Ернст, Рене Магрит, Андре Масон, Жоан Миро
- Нов обективизъм („Neue Sachlichkeit“): Макс Бекман, Ото Дикс, Георг Грос
- Фигуративни художници: Бернар Бюфе, Жан Карзу, Морис Буател
- Нефигуративно изкуство: Жан Базен, Морис Естев, Жан ле Моал, Алфред Манесие
- Ар Брют: Жан Дюбюфе

### След 1945
- Фигуративизъм: Бернар Бюфе, Френсис Бейкън, Алберто Джакомети, Рене Ише, Марино Марини, Хенри Мур, Луи Сутер
- Лондонска школа: Люсиен Фройд, Френсис Бейкън, Франк Ауербах
- Екшън пейнтинг: Марк Ротко, Вилем де Кунинг, Джаксън Полък
- Експресионизъм: Вилем де Кунинг, Джаксън Полък
- Спациализъм: Лучио Фонтана, Роберто Крипа, Джани Дова
- Arte Povera: Микеланджело Пистолето, Пиеро Манцони, Джузепе Пеноне, Янис Кунелис
- Нефигуративно изкуство: Жан Базен, Роже Бисие, Жан Дюбюфе, Морис Естев, Жан ле Моал, Алфред Манесие
- Хепънинг: Алън Капро, Нам Джун Пайк, Волф Фостел, Чарлот Мурман

Границата между модернизъм и постмодернизъм е обект на дискусии:
- Флуксус: Джордж Мациунас, Йозеф Бойс, Волф Фостел, Нам Джун Пайк, Йоко Оно, Чарлот Мурман, Дик Хигинс
- Видео-изкуство: Нам Джун Пайк, Волф Фостел, Бил Виола
- Поп арт: Анди Уорхол, Том Веселман, Джаспър Джоунс
- Нов реализъм: Ив Клайн, Маритал Раисе, Даниел Споери
- Трансавангард: Мимо Паладино, Франческо Клементе

## Галерия
- Казимир Малевич, Супрематизъм, 1915
- Пабло Пикасо, Dejeuner sur l'Herbe
- Винсент ван Гог, Saint-Rémy – Road with Cypress and Star, 1890
- Едвард Мунк, Викът, 1893
- Салвадор Дали, Дъгата, 1972
- Декорирано вързало в стил Джаксън Полък в Уорчестър